# 牛奶吧

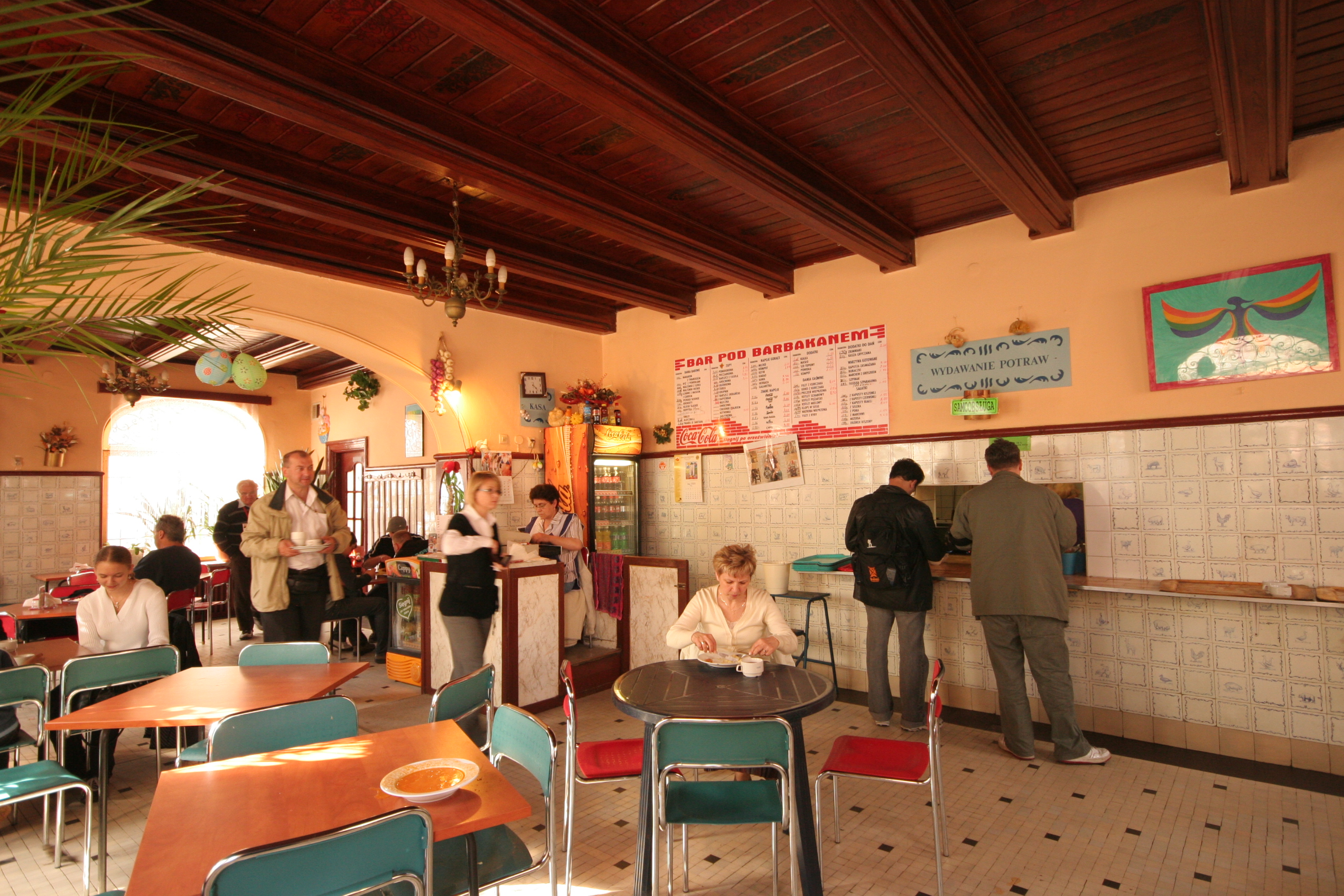
華沙的一間牛奶吧內部

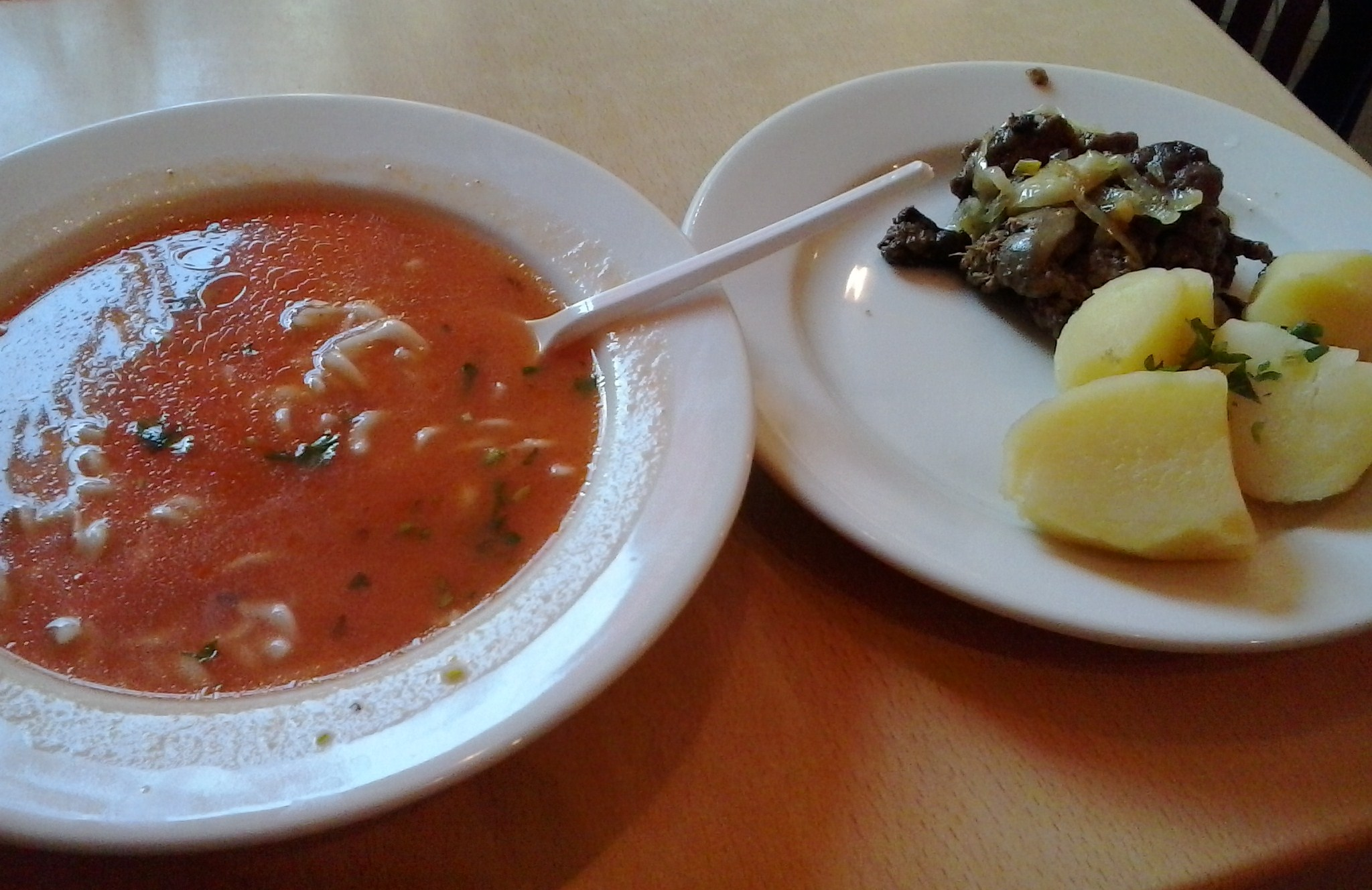
波茲南的一間牛奶吧販售的傳統波蘭料理

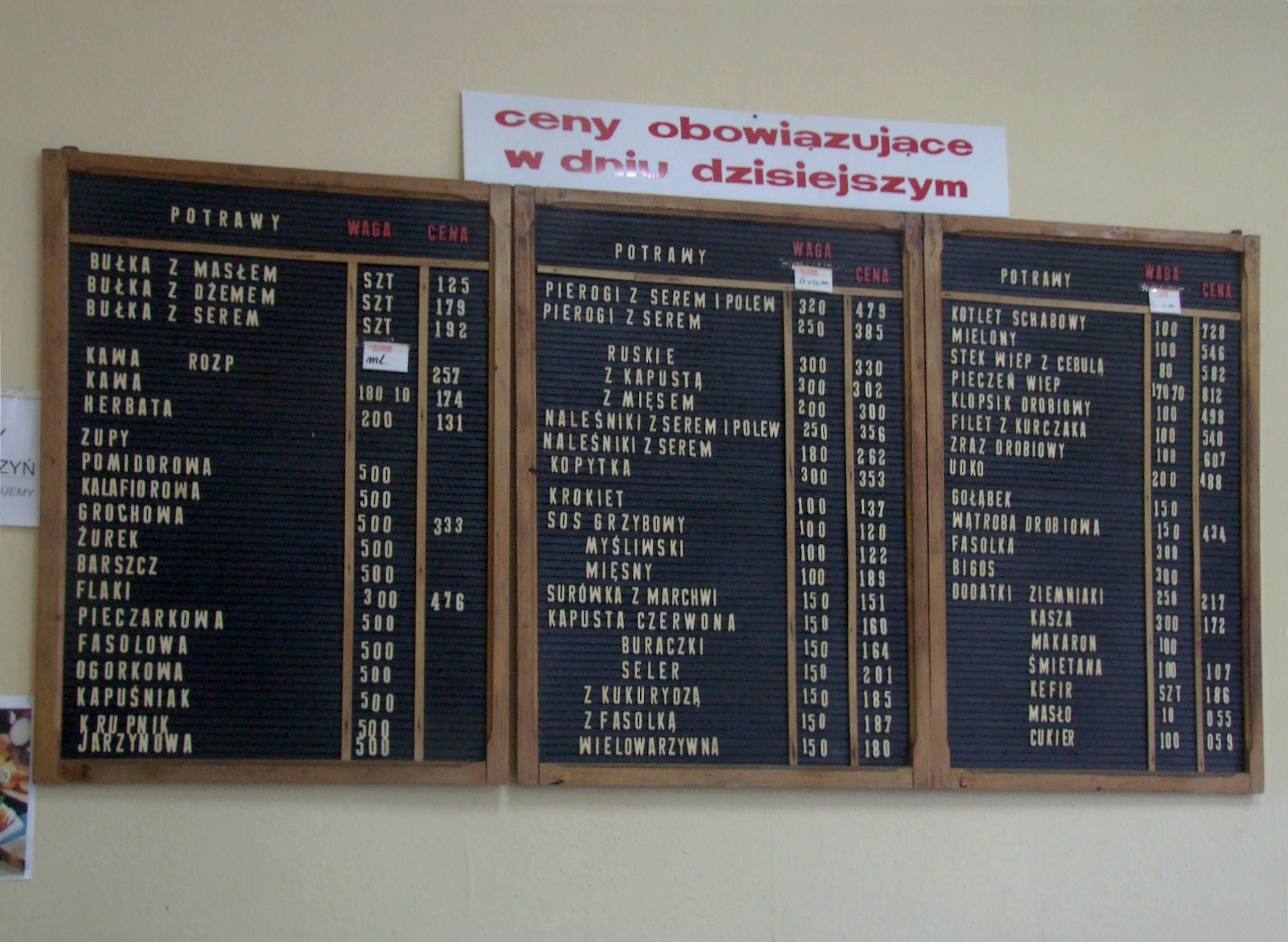
一間牛奶吧內部的菜單

牛奶吧（波蘭語：Bar mleczny）是波蘭一種特別的快餐店形式，在兩次世界大戰期間和後來的社會主義時期開始流行。牛奶吧的經營方式與今天的餐館類似，提供價格低廉的波蘭傳統料理為其特色。

## 歷史

### 起源
波蘭的第一家牛奶吧於1896年，由波蘭奶農Stanisław Dłużewski在華沙創立，因早期提供的食物以乳製品為主，因而得名，事實上餐館也供應其他非乳製品的傳統波蘭菜餚。牛奶吧後來成為波蘭廉價食堂的藍本，隨著波蘭在第一次世界大戰後重新獲得獨立，全國大部分地區都出現了同性質的餐館，他們提供相對便宜但營養豐富的食物，因此在1930年代和第二次世界大戰的經濟蕭條期間更加盛行。

### 社會主義時期
二戰後，社會主義政權波蘭人民共和國成立，大多數餐館國有化，然後被共產黨當局關閉。政府當時的政策是在工作場所為所有公民提供廉價膳食，在瓦迪斯瓦夫·哥穆尔卡執政時期，政府決定在全國範圍內設立小型自助食堂。膳食由政府補貼，因此價格便宜，任何人都可以享用。在1980年代初期戒嚴期間，肉類是配給的，所以當時的餐點依舊以提供乳製品和素食餐為主，除了生的或加工過的乳製品外，還供應雞蛋（煎蛋捲或蛋餅）、穀物或麵粉類食品，例如波蘭餃子。在全盛期，波蘭的牛奶吧一度多達40,000間。

## 現況
1989年波蘭改革後，國家轉向自由市場經濟，波蘭人民的飲食選擇日趨多樣化，許多牛奶吧因無法與新式餐館競爭而倒閉。現今波蘭僅有大約150家牛奶吧，儘管均已私有化，但部分成本依舊由政府補貼，旨在幫助低收入民眾購買便宜食物。
在2010年代初，由於其懷舊氛圍及低廉價格，牛奶吧又有復甦的趨勢，尤其對於預算較低的外國遊客來說，這類型的餐館成為了體驗波蘭文化以及解決飲食問題的好去處。

## 外部連結
- 波蘭牛奶吧：懷舊食堂的大眾美食- NOM Magazine （页面存档备份，存于）
- 到波蘭吃什麼？試試舊時代留下來的餐廳「牛奶吧」- 地球圖輯隊 （页面存档备份，存于）